# Federico Castelluccio

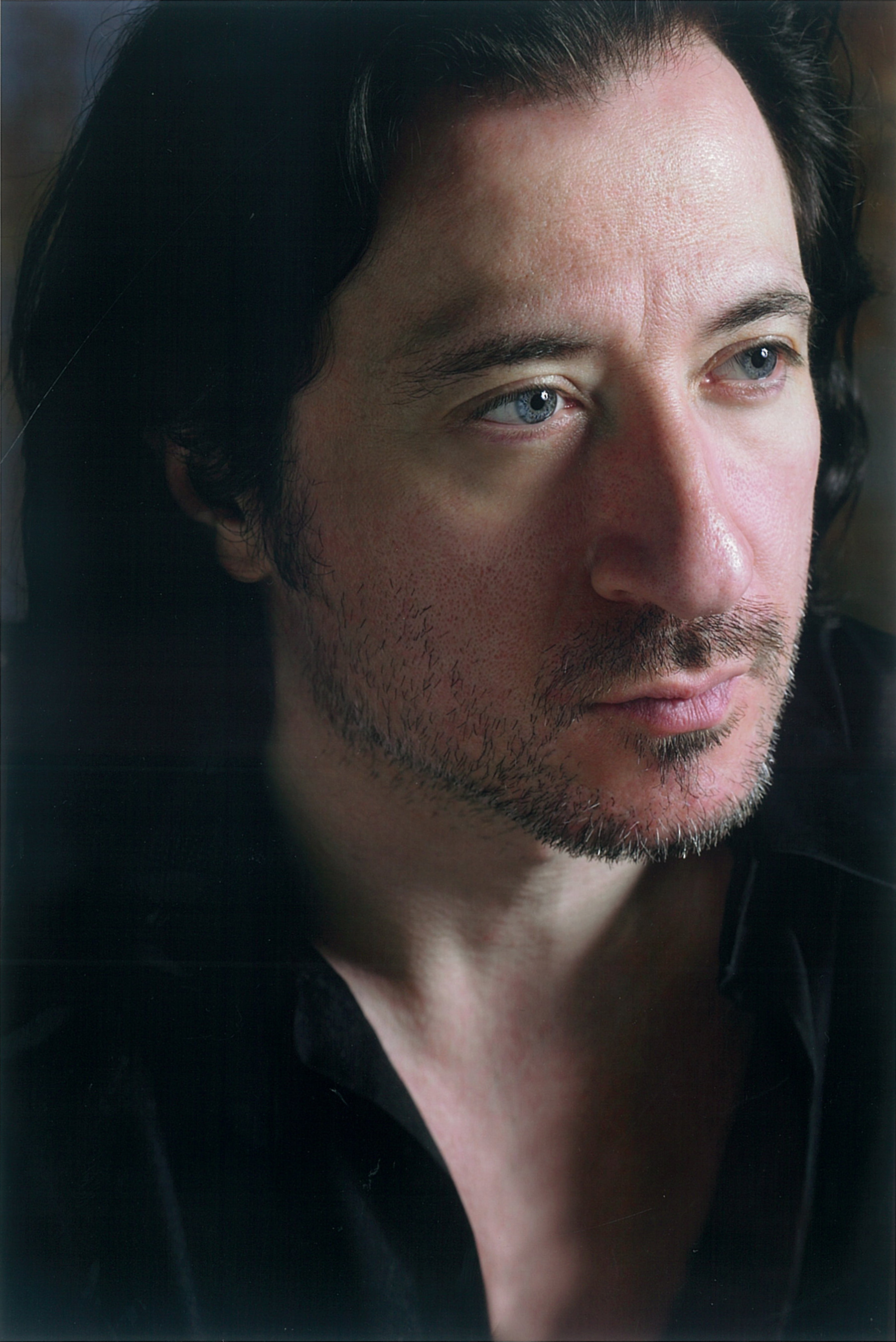
Federico Castelluccio

Federico Castelluccio (* 29. April 1964 in Neapel) ist ein italo-amerikanischer Schauspieler und Maler. Einem breiteren Publikum wurde er durch seine Rolle als Furio Giunta in der Fernsehserie Die Sopranos bekannt.

## Leben
Castelluccio ist Sohn eines Färberei-Arbeiters und einer Schneiderin und hat einen älteren Bruder und eine ältere Schwester. Mit fast 4 Jahren zog er 1968 mit seiner Familie nach Paterson (New Jersey) in die Vereinigten Staaten, wo er aufwuchs. 1982 erhielt Castelluccio ein Stipendium an der School of Visual Arts in New York City, die er mit dem Bachelor of Fine Arts in Malerei und Medienkunst abschloss. Kurz vor seinem Abschluss zum BFA erhielt Castelluccio die Möglichkeit, ein Bild für den Schauspieler und Komiker George Burns zu malen.

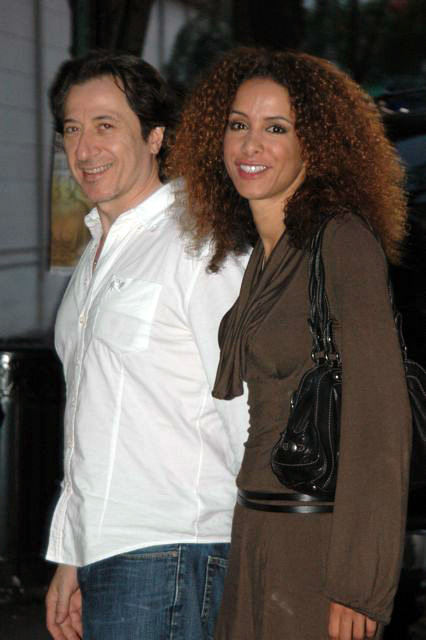
Castelluccio mit Yvonne Schäfer (2005)

Er ist mit der deutschen Schauspielerin Yvonne Schäfer liiert. Das Paar lebt in New York City.

## Schauspielerei
Federico Castelluccio begann 1986 seine Schauspielkarriere. Filme, in denen er mitwirkte, sind unter anderem Made mit Jon Favreau, Fire mit Robert Klein und Keiner kommt hier lebend raus mit Danny Aiello. Im Fernsehen war er in New York Cops – NYPD Blue und in seiner bekanntesten Rolle als Tony Sopranos neapolitanischer Beschützer Furio Giunta in der Serie Die Sopranos zu sehen.
Castelluccios letzte Filmprojekte sind die Filmbiografie El Cantante mit Marc Anthony und Jennifer Lopez, Aftermath, ein Krimi-Thriller mit Michael Anthony Hall und Chris Penn und The Obscure Brother, ein von ihm selbst produzierter und in Süditalien gedrehter Film, in dem er auch eine Rolle spielte. Er spielte 2003 zusammen mit David Zayas und Otto Sanchez in La Araña. In der 2008 erschienenen Komödie Capers spielte er zusammen mit Danny Masterson. Im Fernsehen war Castelluccio zuletzt in der Hauptrolle der Serie Dragon Dynasty zu sehen. 2010 konnte man ihn in der Episode Wer kann den besten TV Spot produzieren? der Serie Kenny vs. Spenny sehen.
Castelluccio wird aktuell von Robyn Ziegler Management vertreten.

## Malerei
Castelluccio betätigt sich auch als Maler. Seine Bilder orientieren sich an italienischen und niederländischen Meistern der Renaissance und des Barock und wurden unter anderem in Galerien in New York City, Washington, D.C. und Santa Fe (New Mexico) ausgestellt. Teile seiner Werke befinden sich in Sammlungen des Yale Fine Art Museum und Kresge Art Museum sowie in privaten Sammlungen in den Vereinigten Staaten, Südamerika und Europa. 2006 wurden er und der Schauspieler Paul Sorvino für eine Auftragsarbeit engagiert. Das Werk wurde dauerhaft in einem Krankenhaus in Boca Raton (Florida) installiert.

## Musik
Während seiner Zeit an der School of Visual Arts versuchte sich Castelluccio am Schlagzeug. Er sprang 2008 einmal als Gast-Drummer auf der Amerika-Tour von Boz Scaggs ein.

## Filmografie (Auswahl)
- 2000–2002: Die Sopranos (The Sopranos, Fernsehserie, 31 Folgen)
- 2009: The Pink Panther 2
- 2011: Wer ist die Braut?
- 2011: The Orphan Killer
- 2012: The Trouble with Cali
- 2012: Gangs of Brooklyn
- 2013: Aftermath
- 2014: Controra
- 2015: Leaves of the Tree